# Smolicze (rejon klecki)
Smolicze (biał. Смалічы, Smaliczy; ros. Смоличи, Smoliczi) – wieś na Białorusi, w obwodzie mińskim, w rejonie kleckim, w sielsowiecie Morocz.

## Historia
Pod zaborami i w II Rzeczypospolitej zaścianek. W XIX i w początkach XX w. położone były w Rosji, w guberni mińskiej, w powiecie słuckim.
W dwudziestoleciu międzywojennym leżały w Polsce, w województwie nowogródzkim, w powiecie nieświeskim, w gminie Zaostrowiecze. W 1921 miejscowość liczyła 204 mieszkańców, zamieszkałych w 41 budynkach, w tym 160 Polaków, 34 Białorusinów, 3 Żydów i 7 osób innej narodowości. 139 mieszkańców było wyznania rzymskokatolickiego, 62 prawosławnego i 3 mojżeszowego. 
Położone były wówczas w pobliżu granicy ze Związkiem Sowieckim.
Po II wojnie światowej w granicach Związku Sowieckiego. Od 1991 w niepodległej Białorusi.